# AMEOS Klinikum Bernburg
Das AMEOS Klinikum Bernburg ist ein Krankenhaus der Basisversorgung in Bernburg (Saale). Das Klinikum gehört zur Ameos-Gruppe. Der Krankenhausdirektor ist Stefan Fiedler, ärztlicher Direktor Steffen Eue.

## Geschichte
Am 25. Januar 1853 wurde das St. Johannis-Krankenhaus in Bernburg eingeweiht. Finanziell durch Landschenkungen von Herzogin Friederike Caroline Juliane von Anhalt-Bernburg unterstützt, lief die Krankenversorgung trotzdem schleppend an: Erst im März 1859 nahmen die ersten Krankenschwestern ihren Dienst auf.
Im Januar 1890 beschloss der Bernburger Kreistag einen Neubau, um den gewachsenen Anforderungen an die städtische und regionale Krankenversorgung gerecht zu werden. Im Mai 1895 wurde das neue Kreiskrankenhaus eröffnet. Dieses wurde mehrfach erweitert und 1994 in Klinikum Bernburg umbenannt.
2012 ging das Klinikum an die AMEOS-Gruppe über.

## Krankenversorgung
Das AMEOS Klinikum Bernburg umfasst sechs medizinische Fachbereiche und drei medizinische Zentren. Das Krankenhaus verfügt über 310 Betten. Jährlich werden hier ca. 10.000 Patienten stationär und weitere 6.000 Patienten ambulant behandelt.

## Forschung
Das AMEOS Klinikum Bernburg gehört seit 1992 zu den Akademischen Lehrkrankenhäusern der Martin-Luther-Universität Halle-Wittenberg.